# El hotel de los secretos
El hotel de los secretos es una telenovela  de época mexicana producida por Roberto Gómez Fernández para Televisa en 2016. Es una adaptación de la serie española Gran Hotel, escrita por Ramón Campos y Gema R. Neira.
Protagonizada por Irene Azuela y Erick Elías, con las participaciones antagónicas de Diana Bracho, Jorge Poza e Ilse Salas. Cuenta además con las actuaciones estelares de Daniela Romo, Carlos Rivera y Jesús Ochoa.
La telenovela tiene como locación principal al antiguo hospital psiquiátrico "La Castañeda", en el Municipio de Amecameca de Juárez, Estado de México, convertido en el emblemático "Gran Hotel".

## Trama
Julio Olmedo (Erick Elías) llega de visita al hotel donde trabaja su hermana, un lugar hermoso, de mucho prestigio y alejado de todo. Cuando Julio llega se entera de que su hermana ya no trabaja ahí: le dicen que robó a un cliente y por eso la echaron. Pero él conoce bien a su hermana y sabe que es incapaz de hacer algo así, por lo que empieza a hacer preguntas. Pero todos dicen no saber nada de su hermana desde hace más de 30 días y Julio empieza a tener sospechas sobre lo que realmente pasó con su hermana, así que consigue trabajo de camarero para investigar.
Isabel Alarcón (Irene Azuela) se entera de la presencia de Julio y decide apoyarlo con la investigación, ya que ella también tiene dudas. Con el tiempo que pasen juntos, irán naciendo el amor, un amor que no puede ser correspondido porque Julio es pobre e Isabel, heredera del hotel. Además la madre de Isabel, Teresa de Alarcón (Diana Bracho), es una mujer de fuerte carácter para la que el prestigio del hotel y sus intereses están por encima de todo. Ella vive del qué dirán y la ha comprometido con su hombre de confianza, Diego Montejo (Jorge Poza), alguien muy parecido a Teresa que la apoya en todos su planes por más sucios que sean. Por eso, Julio e Isabel insistirán en llegar a la verdad, descubriendo secreto tras secreto y pasando muchos obstáculos para estar juntos.

## Elenco
- Irene Azuela - Isabel Alarcón Langre
- Erick Elías - Julio Olmedo Gutiérrez / Julio Espinoza
- Daniela Romo - Ángela Gómez Vda. de Salinas
- Diana Bracho - Teresa Langre Vda. de Alarcón
- Jorge Poza - Diego Montejo
- Carlos Rivera - Andrés Salinas Gómez / Andrés Alarcón Gómez
- Ilse Salas - Belén García Aguado
- Dominika Paleta - Sofía Alarcón Langre de Vergara
- Alejandro de la Madrid - Alfredo Vergara Saviñón
- Pablo Cruz Guerrero - Felipe Alarcón Langre
- Jesús Ochoa - Serapio Ayala
- Eduardo España - Dagoberto Suárez
- Juan Carlos Barreto - Guadalupe "Lupe" Mosqueda
- Regina Blandón - Matilde Salaverry
- Luis Couturier - Benjamín Nieto
- Ximena Herrera - Cristina Olmedo Gutiérrez
- Juan Ferrara - Dr. Lázaro Vicario
- Claudia Ramírez - Cecilia Gaitán
- Silvia Mariscal - Elisa Saviñón Vda. de Vergara
- Queta Lavat - "La Nena" Limantour
- Joshua Gutiérrez - Jacinto Mosqueda
- Arantza Ruiz - Violeta
- Ilse Ikeda - Natalia Suárez Martínez
- Luis Gatica - Genaro Varela
- Claudia Ríos - Melibea
- Eduardo Liñán - General Evaristo Ballesteros
- Bárbara Singer - Mercedes Ballesteros
- Sofía Castro - Eugenia Ballesteros
- Enrique Singer - Don Rómulo Alarcón de Castilla
- Marlene Kalb - Victoria Louis
- Moisés Arizmendi - Olegario Alarcón de Castilla
- Gonzalo Peña - Ignacio Alarcón
- Fernanda Borches - Jorge Arenas / Manuela Arenas
- Juan Verduzco - Javier Góngora
- Rodrigo Virago - Pascual Duarte
- Marisol del Olmo - Emma de De la Garza
- Lucía Guilmáin - Consuelo Escandón
- Marcia Coutiño - Beatriz Zamora
- Alex Perea - Gabriel Suárez Martínez
- Francisco Avendaño - Juez Fausto Barreda
- Hernán Romo - Mariano Arenas
- Antonio Gallegos - Miguel Arenas
- Bernardo Bucio - Melquíades Arenas
- Odin Ayala - Melesio Arenas
- Erwin Veytia - Cutberto Garrido
- Antón Araiza - Padre Alfonso
- Horacio Castelo - Dr. Santamaría
- Mauricio García Lozano - Juventino Alcalá
- Nuria Gil - Remedios
- Mahoalli Nassourou - Cordelia
- Ariadne Pellicer - Helena
- Montserrat Marañón - María Reyes de Rangel
- Alexander Holtmann - Sheamus Rangel
- Pilar Ixquic Mata - Doña Juana Vda. de Angarita
- Edsa Ramírez - Clara Canabal de Angarita
- Jose Elías Moreno - Juez
- Rafael Amador - Dr. Vallejo
- Sergio Gallardo - Mateo
- Cristian Ramos - Cipriano
- Daniel Haddad - Don Pierre Paulet
- Joan Santos - Feliciano
- Esteban Maggio - Esteban Alcázar
- María Penella - Rocío
- Paloma Arredondo - Micaela
- Adrián Villanueva - Adrián
- Elizabeth Ávila - Soledad
- Víctor Carpinteiro - Pablo Salinas
- Pablo Bracho - Justo Olmedo, padre de Julio y Cristina Olmedo

## Producción
El inicio de la producción se confirmó el 26 de octubre de 2015 en el foro 10 de Televisa San Ángel, y concluyó la producción el 16 de mayo de 2016. El equipo de producción y el elenco duró siete meses grabando la telenovela. La serie fue grabada con técnica cinematográfica y los directores de fotografía fueron Luis García y Diego Tenorio; La dirección del escenario fue responsabilidad de Francisco Franco y Ana Lorena Pérez-Ríos. Para el vestuario participaron 250 personas, para crear más de 13 mil piezas.

### Desarrollo
La telenovela se desarrolla en México a principios del siglo XX. El escenario principal donde se desarrolla la telenovela fue un edificio de arquitectura neoclásica, cuya construcción data de 1910 y que en su momento albergaba el psiquiátrico más grande de México. La Castañeda, que actualmente se encuentra en Amecameca, Estado de México, fue el lugar principal para el desarrollo de la telenovela. Santa María Regla, Hidalgo, fue el escenario que se adaptó principalmente para el pueblo que apareció en la telenovela. Para crear la ciudad de Santa María, se recrearon escenarios como la cantina, oficinas, un burdel, una panadería, un telégrafo, una farmacia, el mercado, la casa de la costurera, una tienda y puestos de callejeros. La serie se grabó en varios lugares como; Ciudad de México, Morelos, Hidalgo, Estado de México, Aguascalientes, y en foros de Televisa San Ángel.

## Música
La banda sonora se titula igual que la telenovela, y fue lanzada el 21 de junio de 2016 bajo el sello discográfico de Fonarte Latino.

### Listado de pistas
| N.º | Título | Duración |  |
| 1.  | «El hotel de los secretos» (Jorge Eduardo Murguía, Mauricio L. Arriaga & Ricardo Larrea)                    | 1:32     |  |
| 2.  | «Lugar mágico» (Jorge Eduardo Murguía, Mauricio L. Arriaga & Ricardo Larrea)                                | 2:20     |  |
| 3.  | «Emociones encontradas» (Jorge Eduardo Murguía, Mauricio L. Arriaga & Ricardo Larrea)                       | 1:28     |  |
| 4.  | «Tensiones y engaños» (Jorge Eduardo Murguía, Mauricio L. Arriaga & Ricardo Larrea)                         | 2:31     |  |
| 5.  | «Mentiras» (Jorge Eduardo Murguía, Mauricio L. Arriaga & Ricardo Larrea)                                    | 1:35     |  |
| 6.  | «Asesinato y muerte» (Jorge Eduardo Murguía, Mauricio L. Arriaga & Ricardo Larrea)                          | 1:39     |  |
| 7.  | «Investigadores» (Jorge Eduardo Murguía, Mauricio L. Arriaga & Ricardo Larrea)                              | 1:43     |  |
| 8.  | «Interesada» (Jorge Eduardo Murguía, Mauricio L. Arriaga & Ricardo Larrea)                                  | 1:51     |  |
| 9.  | «Enamorados» (Jorge Eduardo Murguía, Mauricio L. Arriaga & Ricardo Larrea)                                  | 2:01     |  |
| 10. | «El tren del Pueblo» (Jorge Eduardo Murguía, Mauricio L. Arriaga & Ricardo Larrea)                          | 1:47     |  |
| 11. | «Travesuras románticas» (Jorge Eduardo Murguía, Mauricio L. Arriaga & Ricardo Larrea)                       | 1:10     |  |
| 12. | «Sensualidad» (Jorge Eduardo Murguía, Mauricio L. Arriaga & Ricardo Larrea)                                 | 1:28     |  |
| 13. | «Peleas y apuestas» (Jorge Eduardo Murguía, Mauricio L. Arriaga & Ricardo Larrea)                           | 1:12     |  |
| 14. | «Tomando el control» (Jorge Eduardo Murguía, Mauricio L. Arriaga & Ricardo Larrea)                          | 1:45     |  |
| 15. | «El hote de los secretos (Segunda temporada)» (Jorge Eduardo Murguía, Mauricio L. Arriaga & Ricardo Larrea) | 1:19     |  |
| 16. | «Buscando culpables» (Jorge Eduardo Murguía, Mauricio L. Arriaga & Ricardo Larrea)                          | 2:37     |  |
| 17. | «Peligro y escape» (Jorge Eduardo Murguía, Mauricio L. Arriaga & Ricardo Larrea)                            | 1:36     |  |
| 18. | «Dolor y soledad» (Jorge Eduardo Murguía, Mauricio L. Arriaga & Ricardo Larrea)                             | 2:21     |  |
| 19. | «Amor verdadero» (Jorge Eduardo Murguía, Mauricio L. Arriaga & Ricardo Larrea)                              | 2:07     |  |
| 20. | «Alegría y dicha»                                                                                           | 1:29     |  |
| 21. | «Dulzura y cariño» (Jorge Eduardo Murguía, Mauricio L. Arriaga & Ricardo Larrea)                            | 2:04     |  |
| 22. | «Juntos para siempre» (Jorge Eduardo Murguía, Mauricio L. Arriaga & Ricardo Larrea)                         | 1:40     |  |
| 23. | «Seducción e intriga» (Jorge Eduardo Murguía, Mauricio L. Arriaga & Ricardo Larrea)                         | 1:14     |  |
| 24. | «Misterios ocultos» (Jorge Eduardo Murguía, Mauricio L. Arriaga & Ricardo Larrea)                           | 2:08     |  |
| 25. | «El hotel de los secretos (Resumen)» (Jorge Eduardo Murguía, Mauricio L. Arriaga & Ricardo Larrea)          | 1:28     |  |

## Premios y nominaciones

### TV Adicto Golden Awards
| Año  | Categoría                   | Nominados               | Resultado |
| ---- | --------------------------- | ----------------------- | --------- |
| 2016 | Mejor actriz de serienovela | Diana Bracho            | Ganadora  |
| 2016 | Mejor serie novela          | Roberto Gómez Fernández | Ganador   |

### Premios TVyNovelas 2017
| Categoría                  | Persona                                             | Resultado |
| -------------------------- | --------------------------------------------------- | --------- |
| Mejor telenovela           | Roberto Gómez Fernández                             | Nominado  |
| Mejor actriz protagónica   | Irene Azuela                                        | Nominada  |
| Mejor actor protagónico    | Erick Elías                                         | Nominado  |
| Mejor villana              | Diana Bracho                                        | Nominada  |
| Mejor villano              | Jorge Poza                                          | Nominado  |
| Mejor primera actriz       | Daniela Romo                                        | Nominada  |
| Mejor primer actor         | Jesús Ochoa                                         | Nominado  |
| Mejor actriz coestelar     | Ilse Salas                                          | Nominada  |
| Mejor actor coestelar      | Carlos Rivera                                       | Ganador   |
| Mejor actor juvenil        | Joshua Gutiérrez                                    | Nominado  |
| Mejor actor de reparto     | Eduardo España                                      | Nominado  |
| Mejor actriz revelación    | Regina Blandón                                      | Nominada  |
| Mejor actor revelación     | Carlos Rivera                                       | Ganador   |
| Mejor guion o adaptación   | María Renée Prudencio                               | Nominada  |
| Mejor dirección de cámaras | Vivian Sánchez Ross, Manuel Barajas y Daniel Ferrer | Nominados |
| Mejor dirección de escena  | Francisco Franco y Ana Lorena Pérez-Ríos            | Nominados |
| Mejor reparto              | Roberto Gómez Fernández                             | Nominado  |

### Premios ACE Nueva York 2017
| Categoría                   | Persona                                  | Resultado |
| --------------------------- | ---------------------------------------- | --------- |
| Mejor telenovela            | Roberto Gómez Fernández                  | Ganador   |
| Mejor personalidad del año  | Erick Elías                              | Ganador   |
| Mejor co-actuación femenina | Diana Bracho                             | Ganadora  |
| Mejor actriz carismática    | Daniela Romo                             | Ganadora  |
| Mejor dirección de escena   | Francisco Franco y Ana Lorena Pérez-Ríos | Ganadores |

## Versiones
- Gran Hotel (2011-2013): serie transmitida por Antena 3, protagonizada por Yon González y Amaia Salamanca
- Grand Hotel (2015): serie italiana transmitida a través del canal Rai 1 Protagonizada por Eugenio Franceschini y Federica De Cola.
- Grand Hotel (2016) serie egipcia transmitida a través del  Canal CBC. Protagonizada por Amr Youssef y Amina Kalil.